# Рамзей, Норман Фостер
Но́рман Фо́стер Ра́мзей-младший (англ. Norman Foster Ramsey Jr.; 27 августа 1915, Вашингтон — 4 ноября 2011, Уэйленд, Массачусетс) — американский физик, лауреат Нобелевской премии по физике (1989) «за изобретение метода разнесённых осциллирующих полей и его использование в водородном мазере и других атомных часах».

## Биография
Норман Рамзей родился в Вашингтоне в семье военного. Отец будущего учёного служил офицером военно-технической службы (Army Ordnance Corps), мать была преподавателем математики. Семья часто переезжала с места на место, тем не менее Норман, пропустив два класса, с отличием окончил школу в 15-летнем возрасте. Родители хотели, чтобы он пошёл по стопам отца и поступил в Военную академию в Вест-Пойнте, однако на тот момент он был слишком молод для этого. Поэтому, когда после очередного переезда семья оказалась в Нью-Йорке (1931), Норман поступил в Колумбийский университет, где учился сначала на инженера, а затем принялся за изучение математики. В 1935 году, к моменту окончания университета и получения бакалаврской степени, он решил заниматься физикой. Получив стипендию (Kellett Fellowship), Рамзей отправился в Кембриджский университет, где в Кавендишской лаборатории познакомился с многими ведущими физиками (его непосредственным наставником был Морис Гольдхабер).

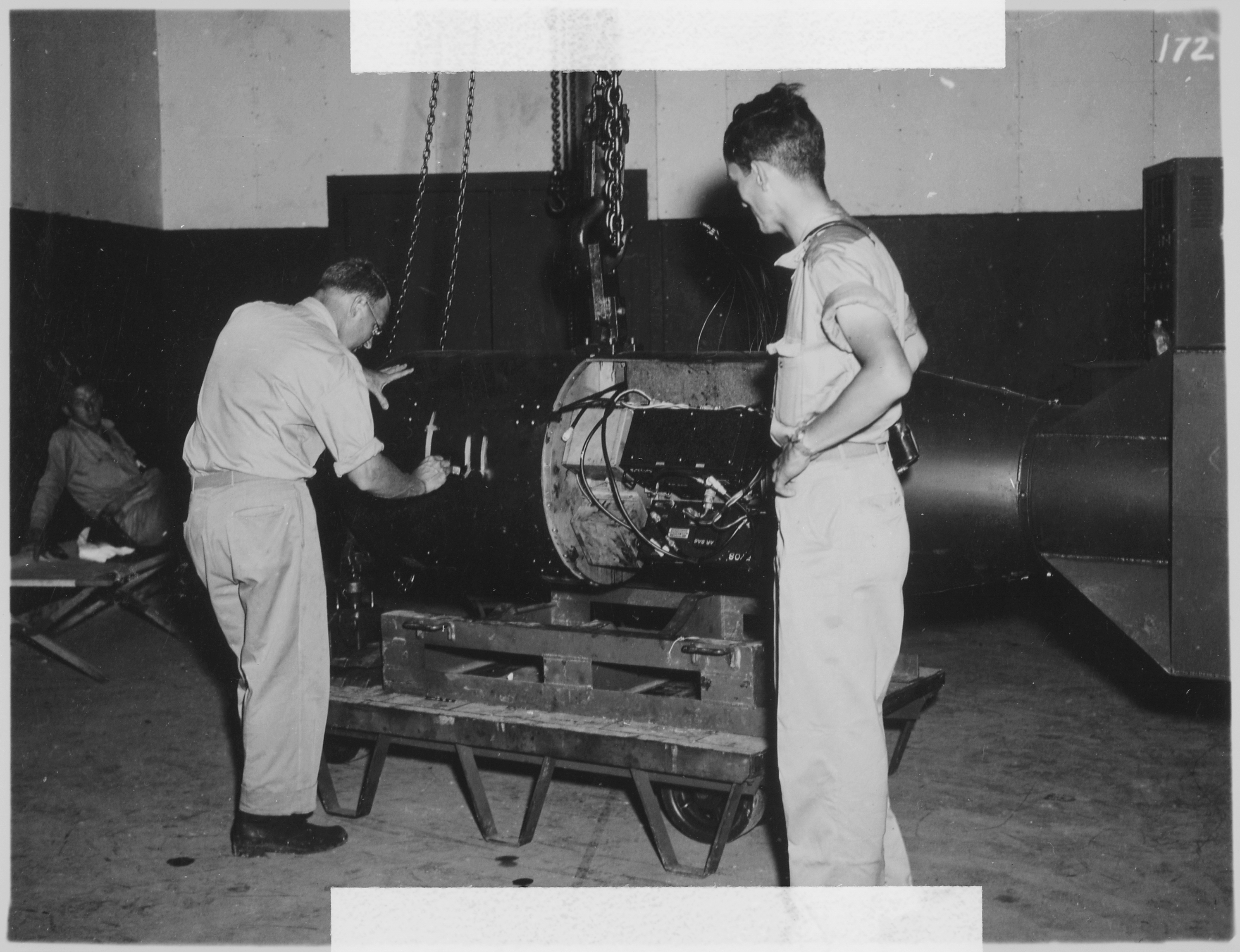
Норман Рамзей (справа) и бомба «Малыш», сброшенная на Хиросиму

Вернувшись в Америку и получив второй бакалаврский диплом, в 1937 году Рамзей начал научную работу в Колумбийском университете под руководством Исидора Айзека Раби. Молодой учёный присоединился к работам в новой области, связанной с применениями метода магнитного резонанса в молекулярных пучках, и вскоре стал соавтором открытия электрического квадрупольного момента дейтрона. В 1940 году Рамзей защитил докторскую диссертацию, посвящённую вращательным магнитным моментам молекул водорода, после чего отправился в Вашингтон в качестве члена Института Карнеги, где изучал процессы рассеяния ядерных частиц. Некоторое время он провёл в Иллинойсском университете, однако после начала Второй мировой войны присоединился к Радиационной лаборатории МТИ (Radiation Laboratory), в течение двух лет возглавлял группу по разработке радара на длине волны 3 см и служил консультантом военного министра по радарному вопросу. В 1943 году Рамзей переехал в Лос-Аламос, где принимал участие в Манхэттенском проекте.
После окончания войны Рамзей вернулся в Колумбийский университет в качестве профессора и возобновил совместную с Раби работу по тематике молекулярных пучков; результатом стало измерение магнитных дипольных и электрических квадрупольных моментов ряда ядер. В 1946 году он стал одним из инициаторов создания Брукхейвенской национальной лаборатории и первым руководителем её физического отдела. В 1947 году Рамзей принял должность профессора в Гарвардском университете, где преподавал и занимался исследованиями на протяжении многих лет. Здесь он основал лабораторию молекулярных пучков для проведения экспериментов по магнитному резонансу. Чтобы преодолеть трудность с созданием однородных магнитных полей в большом объёме (что необходимо для получения узких спектральных линий и, следовательно, повышения точности измерений), в 1949 году он изобрёл метод разнесённых осциллирующих полей (separated oscillatory field method). Суть этого подхода состоит в том, что взаимодействие атомов с электромагнитным полем происходит не во всём объёме резонатора, а лишь в двух его небольших участках вблизи входа и выхода резонатора; это позволяет сильно смягчить требование к однородности магнитного поля. Результирующая форма спектральной линии является результатом наложения двух линий, зафиксированных при пролёте атомов через каждый из концов резонатора; при этом ширина узкого центрального пика, образованного при таком наложении, определяет истинную точность измерения и зависит не от времени взаимодействия атомов с полем, а от полного времени пролёта через резонатор. Увеличение этого последнего времени позволяет сравнительно легко добиться резкого повышения точности измерений.
Вначале я даже не знал, что была проблема с часами. Мои наручные часы были довольно хорошими.
В последующие годы Рамзей вместе с учениками с успехом применил свой метод к измерению таких параметров, как ядерные спины, дипольные и квадрупольные моменты ядер, вращательные магнитные моменты молекул, характеристики спин-спиновых и спин-вращательных взаимодействий и так далее. Вскоре этот метод нашёл применение и в атомных часах. 
Для достижения ещё большей точности измерений в 1960 году Рамзей вместе со своими учениками Дэниэлом Клеппнером и Марком Гольденбергом изобрёл водородный мазер и в дальнейшем применил его к исследованию сверхтонкой структуры водородного спектра и созданию стандарта частоты и времени беспрецедентной стабильности. В 1989 году эта обширная серия работ, связанных с методом разнесённых осциллирующих полей, была отмечена Нобелевской премией по физике, половина которой досталась Рамзею (вторую половину премии получили Ханс Демельт и Вольфганг Пауль).
Другое направление исследований, в котором был занят Рамзей и его сотрудники в эти годы, было связано с применением схожих методов к пучкам поляризованных нейтронов. В частности, совместно с экспериментаторами из Института Лауэ — Ланжевена в Гренобле удалось точно измерить магнитный момент нейтрона и открыть нарушение чётности при вращении спинов нейтронов, проходящих через различные вещества. Рамзею принадлежит также ряд теоретических работ, посвящённых проблеме симметрии относительно изменения чётности и обращения времени, теории химического сдвига при ЯМР, ядерным взаимодействиям в молекулах, термодинамике при отрицательных абсолютных температурах, которые могут наблюдаться в спиновых системах.
Одновременно с преподавательской и научной деятельностью Рамзей также занимал различные административные посты. Он был директором Гарвардского циклотрона (Harvard Cyclotron) во время его строительства и первые годы работы; председателем комиссии по созданию Кембриджского электронного ускорителя (Cambridge Electron Accelerator); полтора года служил научным советником НАТО (Assistant Secretary General for Science) и выступил в качестве инициатора исследовательских программ этой организации; на протяжении 16 лет был президентом Исследовательской ассоциации университетов (Universities Research Association), под эгидой которой началось строительство ускорительной лаборатории имени Ферми; возглавлял консультативный совет при Комиссии по атомной энергии США. В 1962—1986 годах Рамзей состоял в правлении Фонда Карнеги за международный мир, в 1978—1979 годах занимал должность президента Американского физического общества, в 1980—1986 годах — председателя правления Американского института физики, а в 1985—1989 годах — председателя отделения физики и астрономии Национального исследовательского совета (National Research Council).
Рамзей был дважды женат: в 1940—1983 годах на Элинор Джеймсон (Elinor Jameson), а после смерти последней — на Элли Уэлч (Ellie Welch). В 1986 году учёный официально вышел в отставку, однако продолжал активно заниматься исследованиями.

## Награды и членства
- Член Национальной академии наук США (1952)[7]
- Стипендия Гуггенхайма (1954)[8]
- Премия Эрнеста Лоуренса (1960)
- Премия Дэвиссона — Джермера[англ.] (1974)
- Медаль почёта IEEE (1984)
- Премия Раби[англ.] (1985)
- Премия Румфорда (1985)
- Медаль Комптона (1986)[9]
- Национальная научная медаль США (1988)
- Медаль Эрстеда (1988)
- Нобелевская премия по физике (1989)
- Премия Вэнивара Буша (1995)
- Почётные докторские степени Университета Кейс Вестерн резерв, Миддлбери-колледжа, Оксфордского университета, Рокфеллеровского университета, Чикагского университета, Университета Сассекса, Хьюстонского университета и др.

## Публикации

### Книги
- Ramsey N. F., Segre E. Experimental Nuclear Physics. — John Wiley and Sons, 1953.
- Ramsey N. F. Nuclear Moments. — John Wiley and Sons, 1953.
- Ramsey N. F. Molecular Beams. — Oxford: Clarendon Press, 1956. Русский перевод: Рамзей Н. Молекулярные пучки. — М.: Изд-во иностр. лит-ры, 1960.
- Ramsey N. F., Kleppner D. Quick Calculus. — John Wiley and Sons, 1965.

### Избранные научные статьи
- Kellogg J. M. B., Rabi I. I., Ramsey N. F., Zacharias J. R. An Electrical Quadrupole Moment of the Deuteron. The Radiofrequency Spectra of HD and D2 Molecules in a Magnetic Field // Physical Review. — 1940. — Vol. 57. — P. 677—695.
- Ramsey N. F. A Molecular Beam Resonance Method with Separated Oscillating Fields // Physical Review. — 1950. — Vol. 78. — P. 695—699.
- Ramsey N. F. Magnetic Shielding of Nuclei in Molecules // Physical Review. — 1950. — Vol. 78. — P. 699—703.
- Ramsey N. F., Purcell E. M. Interactions between Nuclear Spins in Molecules // Physical Review. — 1952. — Vol. 85. — P. 143—144.
- Ramsey N. F. Chemical Effects in Nuclear Magnetic Resonance and in Diamagnetic Susceptibility // Physical Review. — 1952. — Vol. 86. — P. 243—246.
- Ramsey N. F. Electron Coupled Interactions between Nuclear Spins in Molecules // Physical Review. — 1953. — Vol. 91. — P. 303—307.
- Rabi I. I., Ramsey N. F., Schwinger J. Use of Rotating Coordinates in Magnetic Resonance Problems // Reviews of Modern Physics. — 1954. — Vol. 26. — P. 167—171.
- Ramsey N. F. Thermodynamics and Statistical Mechanics at Negative Absolute Temperatures // Physical Review. — 1956. — Vol. 103. — P. 20—28.
- Goldenberg H. M., Kleppner D., Ramsey N. F. Atomic Hydrogen Maser // Physical Review Letters. — 1960. — Vol. 5. — P. 361—362.
- Kleppner D., Goldenberg H. M., Ramsey N. F. Theory of the Hydrogen Maser // Physical Review. — 1962. — Vol. 126. — P. 603—615.
- Рэмси Н. Ф. Эксперименты с разнесёнными осциллирующими полями и водородными мазерами (Нобелевская лекция) // УФН. — 1990. — Т. 160. — С. 91—108.
- Ramsey N. F. The method of successive oscillatory fields // Physics Today. — 2013. — Vol. 66. — P. 36.